# Shelagh Fraser
Shelagh Fraser (* 25. November 1920 in Purley der Grafschaft Surrey, heute eingemeindet nach London Borough of Croydon, Vereinigtes Königreich; † 29. August 2000 in London, Vereinigtes Königreich) war eine britische Theater- und Filmschauspielerin sowie Autorin verschiedener Kinder- und Kochbücher.

## Leben
Fraser wurde 1920 in eine schottisch-irische Familie geboren. Ihr Vater war im Schmuckgeschäft tätig und sollte Anfang der 1920er Jahre im australischen Sydney eine Zweigstelle des Unternehmens Mappin & Webb aufbauen. Nach der Rückkehr aus Australien wurde bei Fraser Knochentuberkulose diagnostiziert, von der sie erst nach einer komplizierten Therapie geheilt werden konnte.
Mit ihrer in Australien geborenen Schwester, der späteren Schauspielerin und Balletttänzerin Moyra Fraser, besuchte sie die St Christopher’s School in Kingswood, Surrey. Dort erhielt sie ein Stipendium für das Drama College am Croydon Repertory Theatre, für das sie ab 1938 erste Auftritte absolvierte.
Ab 1942 war sie für die BBC Drama Repertory Company als Hörspiel-Sprecherin tätig und im Lauf ihrer Karriere an der Entstehung von über 500 Hörspielen beteiligt.
Fraser gab 1944 am Londoner Comedy Theatre ihr offizielles Theater-Debüt als Effie im Stück This Was A Woman. Mitte der 1940er Jahre war sie bereits als Schauspielerin an den Bühnen des Londoner West End etabliert. So übernahm sie Rollen in Terence Rattigans While The Sun Shines (1945), Clemence Danes Call Home The Heart (1947) und H. M. Tennents Neuauflage von Arthur Wing Pineros Drama The Second Mrs Tanqueray (1950). 1957 spielte sie in Edward Albees Drama Wer hat Angst vor Virginia Woolf? die Rolle der Martha.
Fraser heiratete 1961 den Schauspieler Anthony Squire. Die Ehe wurde später geschieden.
Überregional wurde sie ab 1969 bekannt, nachdem sie in der Fernsehserie A Family At War in 45 Folgen die Rolle der Jean Ashton übernahm.
Ihre Rolle in David Hares Bühnenstück Knuckle an der Seite von Edward Fox und Douglas Wilmer erhielt 1974 überragende Kritiken. Es war gleichzeitig einer ihrer letzten Auftritte am Theater.
1977 übernahm Fraser in George Lucas’ Science-Fiction-Kultfilm Krieg der Sterne die Rolle der Beru Lars, die gemeinsam mit ihrem Ehemann Owen Lars den jungen Luke Skywalker aufzog und später von Truppen des Imperiums getötet wurde.
Neben ihrer Arbeit für Theater, Film, Fernsehen und Radio schrieb Shelagh Fraser auch mehrere Kinderbücher, von denen eines auch 1950 für das Theater adaptiert wurde. Ebenfalls verfasste sie diverse Kochbücher.
Am 29. August 2000 starb sie im Alter von 79 Jahren in London.

## Filmografie (Auswahl)
- 1944: Welcome, Mr. Washington
- 1945: Die Atlantik-Brücke (I Live in Grosvenor Square)
- 1947: Rope (Fernsehfilm)
- 1947: Das letzte Duell (Meet Me at Dawn)
- 1947: Die Weber von Bankdam (Master of Bankdam)
- 1948: Death in the Hand
- 1948: Esther Waters
- 1949: The History of Mr. Polly
- 1950: Die unbekannte Zeugin (Your Witness)
- 1950: So ist das Leben (Trio)
- 1952: Salute the Toff
- 1955: Ferien mit Papa
- 1956: The Last Man to Hang?
- 1958: The Son of Robin Hood
- 1959: Mario (Fernsehfilm)
- 1960: Emergency-Ward 10 (Fernsehserie, neun Folgen)
- 1960: Wings of Death
- 1965: Summertime Ends Tonight (Fernsehfilm)
- 1966: Der Teufel tanzt um Mitternacht (The Witches)
- 1969: Das Loch im Himmel (The Body Stealers)
- 1969: A Touch of Love
- 1969: Unter der Treppe (Staircase)
- 1969: Two Gentlemen Sharing
- 1970–1971: A Family at War (Fernsehserie, 27 Folgen)
- 1971: Till Death Us Do Part (Fernsehserie)
- 1972: Doomwatch – Insel des Schreckens (Doomwatch)
- 1973: Das Dunkel der Nacht (Nothing But the Night)
- 1973: Niemand konnte sie retten (And No One Could Save Her, Fernsehfilm)
- 1975: Verfolgung (Persecution)
- 1977: Krieg der Sterne (Star Wars)
- 1978: Die Profis (Fernsehserie, Folge: Die Akte Thomas Darby)
- 1987: Hoffnung und Ruhm (Hope and Glory)
- 1989: Work Experience
- 2000: Edith's Finger
- 2000: Inspector Barnaby (Midsomer Murders, Fernsehserie, eine Folge)